# Vårklynne
Vårklynne (Valerianella locusta) är en växtart i familjen vänderotsväxter. Den odlas under namnet mâchesallat.
I svenska livsmedelsaffärer kallas vårklynne mâche, vintersallad eller mâchesallad efter det franska namnet, eller även felstavad maché. Mâchesallad är en färskvara och känslig för uttorkning. Den saluförs i lösvikt och förpackad. Mâchesallad förekommer även i olika förpackade salladsmixer.